# Archibald Douglas (2e comte de Forfar)
Archibald Douglas, 2e comte de Forfar, 3e comte d'Ormond (25 mai 1692 - 8 décembre 1715) est un pair écossais.

## Biographie
Il est le seul fils de Archibald Douglas (1er comte de Forfar), et de Robina Lockhart, fille de Sir William Lockhart de Lee et de Robina Sewster. Il hérite des titres de comte de Forfar et de comte d'Ormond à l'âge de 20 ans le 11 décembre 1712, à la mort de son père.
Il est colonel du 3e régiment d'infanterie («The Buffs») de 1713 jusqu'à sa mort en 1715 et est envoyé en Prusse en 1714. Il sert du côté hanovrien lors du soulèvement jacobite de 1715 et dirige le 3e régiment à la bataille de Sheriffmuir (3 décembre 1715), où il est blessé à 17 endroits. Il meurt plus tard de ses blessures à Stirling, dans le Stirlingshire, en Écosse, le 8 décembre 1715, à l'âge de 23 ans. Il est ensuite enterré à l'église de Bothwell sur les terres de la famille à Bothwell .
Il est décédé célibataire sans héritiers.